# Джейсон Роджерс
Джейсон Роджерс  (англ. Jason Rogers; 14 квітня 1983) — американський фехтувальник, олімпійський медаліст.

## Виступи на Олімпіадах
| Олімпіада  | Дисципліна      | Місце |
| ---------- | --------------- | ----- |
| Афіни 2004 | шабля, особисті | 25    |
| Афіни 2004 | шабля, командні | 4     |
| Пекін 2008 | шабля, особисті | 28    |
| Пекін 2008 | шабля, командні | 2     |